# Macaron
A macaron (vagy makaron) klasszikus francia cukrászkészítmény, amely két, talpával egymásnak fordított és valamilyen ízesített krémmel, ganache-sal vagy lekvárral összeragasztott mandulás habcsókból áll. 
Velence környékén kezdett kialakulni a 14–15. században. Neve az olasz maccarone vagy maccherone szóból ered; akkoriban ez a szó bármilyen apró, tojásfehérjéből és darált mandulából készülő édességet jelenthetett. Később Franciaországban vált ismertté, és mára az egyik legjellegzetesebb francia cukrásztermék lett. A 2010-es évek elején világszerte közkedveltté és elérhetővé vált.

## Története
Egyes források szerint arab közvetítéssel jutott Perzsiából, Szicílián keresztül Velencébe, mint mandulakrémmel töltött, darált mandulás tésztából készült sütemény. Mások szerint Franciaországban már 791-ben is készítettek ilyesmit a Cormery kolostorban. Az is lehet, hogy Medici Katalin Firenzéből vitte magával a mandulás sütemény receptjét 1533-as esküvőjére és ezután terjedt el Franciaországban. Első ismert receptje François Rabelais Negyedik könyvében (1552) jelent meg.
Bár a macaron sokáig szimpla mandulás habcsókot jelentett, állítólag egy párizsi cukrász Claude Gerbet ötlete volt valamikor az előző századforduló idején kettőt-kettőt mandulakrémmel összeragasztani, megalkotva így a mai változatot. A 20. század elején Pierre Desfontaines, a Ladurée cukrászda tulajdonosának ötlete volt, hogy a két habcsókot ganache-al ragassza össze, majd alig száz évvel később Pierre Hermé újította meg a macaron receptjét azzal, hogy olasz meringgel kezdte készíteni, ami szebb, magasabb habcsókokat eredményezett.

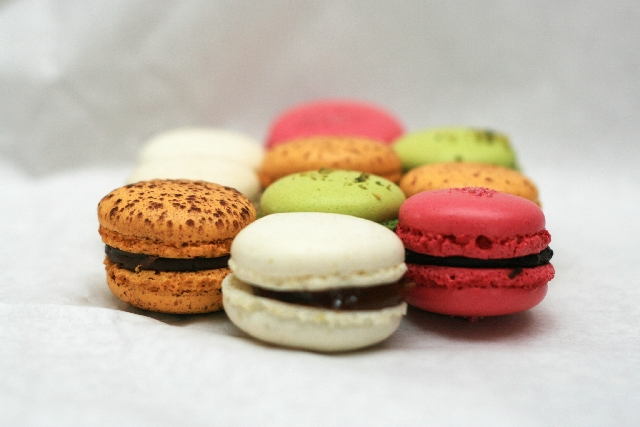
Macaronok egy solymári cukrászdából

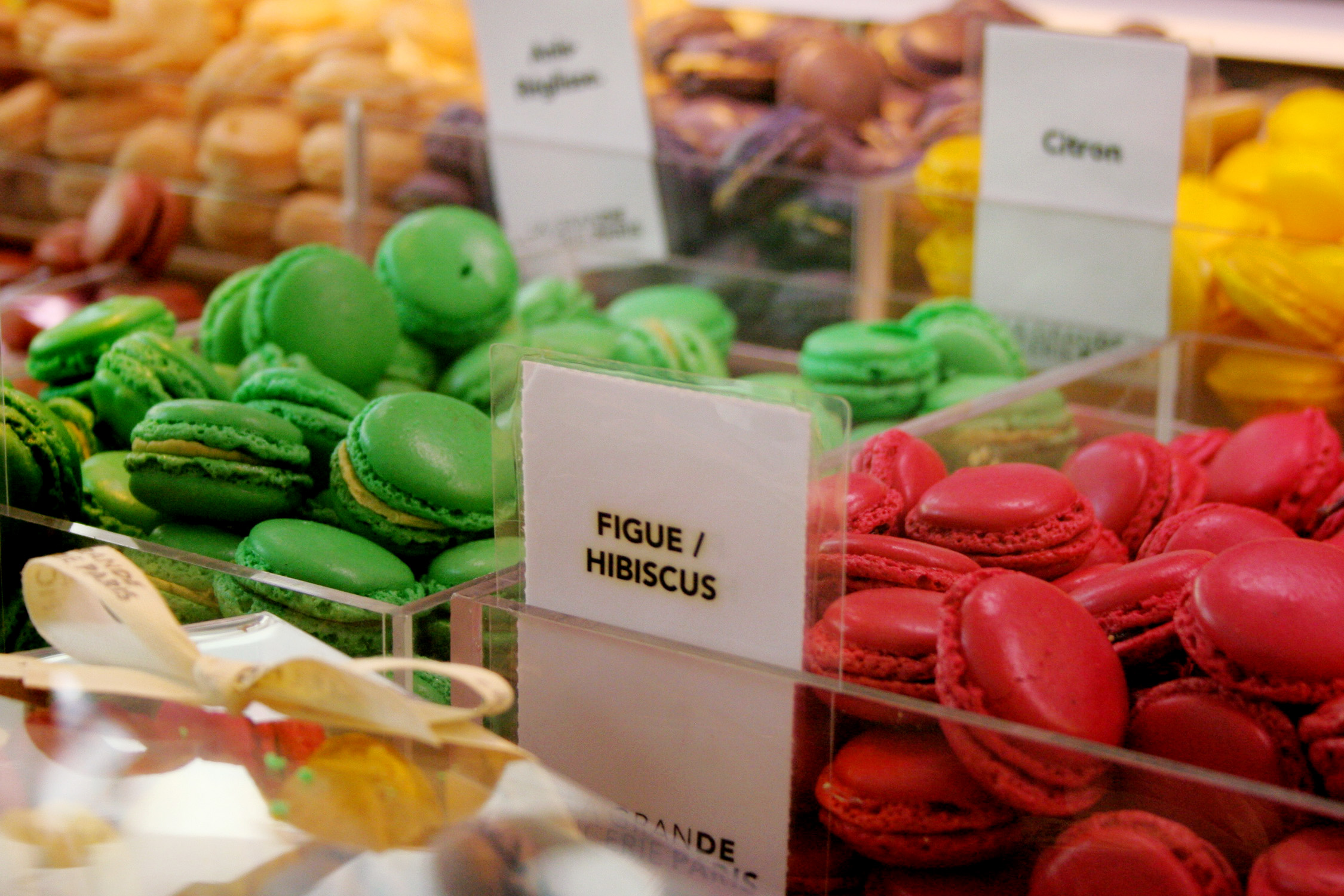
Macaronok a párizsi La Grande Epicerie kínálatából